# Himachalia sinensis
Himachalia sinensis là một loài bướm đêm trong họ Noctuidae.